# Euonymus dolichopus
Euonymus dolichopus är en benvedsväxtart som beskrevs av Elmer Drew Merrill och J.S. Ma. Euonymus dolichopus ingår i släktet Euonymus och familjen Celastraceae. Inga underarter finns listade.